# Nouvelle Planète
Nouvelle Planète ist eine am 12. November 1986 gegründete Stiftung mit Sitz in der Schweiz, die auf dem Vorbild, den Ideen und der Ethik von Albert Schweitzer basiert. Sie bemüht sich, in Bezug auf Religion und Politik neutral zu sein. Die Nichtregierungsorganisation fördert lokale Initiativen von marginalisierten Bevölkerungsgruppen im ländlichen Raum, die in benachteiligten und abgelegenen Regionen in Afrika, Asien und Lateinamerika leben. Sie unterstützt diese Gruppen im Sinne der Hilfe zur Selbsthilfe. Ziel ist es, ihre Lebensbedingungen zu verbessern, ihre Autonomie zu stärken und zugleich die Umwelt zu schützen. Sie organisiert „Einsätze“ zwischen Menschen, um entdecken, nachdenken, handeln und teilen.

## Historische Ursprünge
Nouvelle Planète entstand aus dem Projekt zur Renovation des Albert-Schweitzer-Krankenhauses in Lambaréné (Gabun). Der Gründer der Nichtregierungsorganisation, Willy Randin, ehemaliger Direktor des Krankenhauses, und Maurice Lack, ein auf Bioklima spezialisierter Architekt, schlugen ein Projekt vor, das auf erneuerbaren Energien basiert. Entsprechende Forschungen wurden durchgeführt, aber die verantwortlichen des Albert-Schweitzer-Krankenhauses waren nicht an dem Projekt interessiert. Anstatt ihre Ideen einfach aufzugeben, wollten Lack und Randin diese Technologien in anderen Teilen der Welt weiterentwickeln. Zu diesem Zweck gründeten sie das Albert Schweitzer Ecological Center (CEAS) und die Schweitzer Sahel-Aktion. Letztere Organisation wurde zu Nouvelle Planète in der Schweiz.
Zu dieser Zeit arbeitete Willy Randin für eine große Entwicklungsorganisation in der Schweiz, und er konnte sehen, wie sehr die Bürger die Realität des Südens verstehen und sich mobilisieren wollten, um kleine Projekte zu unterstützen direkte Beziehungen zu den Begünstigten aufbauen.
Aufgrund des Erfolges der Schweitzer Sahel-Aktion wurde 1986 beschlossen, die Aktivitäten auf Haiti und dann auf den Amazonas auszudehnen, während die Projekte in der Sahelzone mit dem Albert Schweitzer Ecological Centre fortgeführt wurden. An diesem Punkt wird der Name der Organisation in Nouvelle Planète geändert.

## Philosophie
Die Philosophie von Nouvelle Planète basiert auf der Ethik von Albert Schweitzer, der sagte: „Ich bin Leben, das  leben will, inmitten von Leben, das ebenfalls leben will.“ Diese Ethik bedeutet Respekt für alle Formen des Lebens, ein Gleichgewicht zwischen Menschen, Tieren und Pflanzen. Das Konzept „Ehrfurcht vor dem Leben“ ist auf konkretes Handeln, die Suche nach Einfachheit, gegenseitigem Vertrauen und Optimismus ausgerichtet. Nouvelle Planète handelt noch heute mit Prinzipien, die von dieser Ethik inspiriert sind. Der Verein arbeitet mit Gruppen im Süden und Norden nach drei Grundprinzipien:
1. Wir unterstützen ausschliesslich lokale Initiativen und antworten auf die Bedürfnisse der benachteiligten Bevölkerung im ländlichen Raum.
2. Wir setzen auf die Kenntnisse und die Erfahrung der Dorfgruppierungen und die Professionalität unserer lokalen Koordinationsorganisationen.
3. Wir gewährleisten die Unabhängigkeit der Projekte und garantieren eine langfristige Projektbegleitung.[4]

Die Nichtregierungsorganisation ist in rund zehn verschiedenen Ländern vertreten und ist in folgenden Bereichen tätig: nachhaltige Landwirtschaft, Wasser und Hygiene, Umwelt, Bildung und Gesundheit. Zum Beispiel hat Nouvelle Planète in Vietnam eine Brücke gebaut.
Da die Entwicklung und die ökologischen Probleme von Jahr zu Jahr zunehmen und die Kluft zwischen reichen und armen Ländern nie größer war, bietet Nouvelle Planète Lösungen für Menschen im Norden, die bereit sind, Zeit zu investieren, die Fähigkeiten oder Geld besitzen und die manchmal Schwierigkeiten haben, Solidarität zu mobilisieren und zu zeigen.

## Einsätze für junge Erwachsene
Diese Einsätze im Ausland ermöglichen jungen Menschen, Erwachsenen/Senioren oder Gruppen, Freiwilligeneinsätze in Form von humanitären Ferien zu leisten. In Gruppen arbeiten die Teilnehmer an einem Projekt und nehmen an Gemeinschaftsaktionen teil. Vor der Abreise finden Vorbereitungstreffen statt. Ziel dieser Reisen ist es, sich der Realität des Südens bewusst zu werden und sich mit der lokalen Bevölkerung auszutauschen. Die Aktion der NGO ist langfristig angelegt, wie der Geschäftsführer Philippe Randin der Schweizer Tageszeitung Le Temps mitteilte: „Das Ziel ist nicht, dass unsere Teilnehmer eine Schule bauen oder ihr eigenes Projekt umsetzen. Wir engagieren uns langfristig. Unsere Einsätze zielen darauf ab, verschiedene Bevölkerungsgruppen zusammenzubringen, um das Bewusstsein der Teilnehmer zu schärfen.“